# Janvier 1909

## Événements
- 5 janvier : la Colombie reconnaît l'indépendance de Panama.

- 10 janvier (Suisse) : à Nax (Valais), le toit d'une église s'effondre pendant le service religieux; 31 personnes sont ensevelies.

- 11 janvier : traité sur les eaux limitrophes entre le Canada et les États-Unis.

- 12 janvier : premier vol d'un pilote allemand en Allemagne[réf. souhaitée].

- 20 janvier : ouverture de la 11e législature du Canada.

- 23 janvier : premier vol du Blériot XI qui traversera la Manche.

- 28 janvier : les troupes américaines quittent Cuba, mais gardent la base de Guantánamo.

## Naissances
- 1er janvier : Barry Goldwater, homme politique américain († 1998).
- 2 janvier : Tawhida Ben Cheikh, médecin tunisienne († 6 décembre 2010).
- 13 janvier : Marinus van der Lubbe, incendiaire présumé du palais du Reichstag († 1934).
- 14 janvier : Robert Berton, historien valdôtain († 1998).
- 24 janvier : André Barsacq, metteur-en-scène français († 3 février 1973)
- 26 janvier : René Étiemble, écrivain français († 7 janvier 2002).

## Décès
- 22 janvier : Henry C. Allen, médecin canadien ;
- 27 janvier :
  - Constant Coquelin, comédien français ;
  - Léon Becker, peintre et naturaliste belge (° 1826) ;
- 29 janvier : Wilfred Hudleston Hudleston, (né Simpson), géologue britannique (° 2 juin 1828).